# Inki
Inki è un personaggio immaginario, protagonista di una serie di cinque cartoni animati facenti parte delle serie Looney Tunes e Merrie Melodies, tutti diretti da Chuck Jones e prodotti dalla Warner Bros. Animation tra il 1939 e il 1950.

## Storia e descrizione
Inki è un ragazzino appartenente a un non ben definito gruppo etnico africano, solitamente vestito solamente di un perizoma e che indossa bracciali alle braccia e alle caviglie, grandi orecchini a forma di anello e, spesso ma non sempre, un osso tra i capelli. Tali caratteristiche gli furono date da Charlie Thorson, un disegnatore degli studi Warner che aveva in precedenza lavorato anche per la Disney. La trama dei cortometraggi che hanno Inki come protagonista vede sempre il ragazzino, che peraltro non parla mai, impegnato in una battuta di caccia nella giungla e inizialmente ignaro di essere egli stesso contemporaneamente cacciato da un leone affamato.
Personaggio centrale dei cartoni animati con Inki è anche un merlo indiano del tutto privo di espressione, che ignora completamente qualunque ostacolo o pericolo e la cui entrata in scena è sempre accompagnata dall'overture Le Ebridi di Felix Mendelssohn. L'uccello, chiamato dagli autori Minah Bird (dal nome inglese del merlo indiano, ossia myna bird) e che sembra essere praticamente onnipotente, appare casualmente nel cartone, intervenendo sempre contro uno degli altri personaggi e risultando talvolta provvidenziale nel salvare Inki dai suoi cacciatori. In tali occasioni il bambino prova a ringraziare il merlo ma quest'ultimo finisce sempre per rivelarsi irrispettoso anche nei suoi confronti. Come Inki, anche il merlo non parla mai, inoltre egli ha sempre gli occhi socchiusi, il che gli conferisce un aspetto flemmatico e sonnolento per quasi tutto il tempo.
Il primo cartone in cui appare Inki, intitolato Il piccolo cacciatore di leoni (The Little Lion Hunter), è stato mandato in onda per la prima volta negli USA il 7 novembre 1939, forse in risposta al piccolo nativo americano Hiawatha, un personaggio della Disney introdotto nel 1937 nella collana Sinfonie allegre, mentre l'ultimo è Inki il cavernicolo, mandato in onda la prima volta negli USA, con il titolo originale di Caveman Inki, il 25 novembre 1950.
Lo storico del cinema Don Markstein ha scritto che lo stereotipo razziale del personaggio "ha portato all'impopolarità della serie tra i registi del programma e quindi alla sua odierna oscurità", egli ha anche notato che "Il merlo indiano, che appare immensamente potente, è un esperto imbroglione e tuttavia quando agisce lo fa spinto da motivi che non si riescono a immaginare". Secondo Terry Lindvall e Ben Fraser, co-autori del libro Reading the Rabbit: Explorations in Warner Bros. Animation, Inki rappresenta l'uomo comune che incontra le misteriose forze della vita, fungendo quindi come simbolo di un'umanità "frustrata e salvata dal meravigliosamente inspiegabile". Il regista della serie di cortometraggi di Inki, Chuck Jones, ha detto che questi cartoni sono stati sconcertanti per tutti, compreso lui stesso, poiché nemmeno lui capiva quello che il merlo stesse facendo, o avrebbe dovuto fare, se non camminare sul luogo della scena. Nonostante ciò i cartoni animati di Inki ebbero comunque un buon riscontro di pubblico ma, nonostante Jones avesse dichiarato di essere stato cresciuto ed educato nel rispetto delle minoranze e di non aver quindi mai voluto deriderle, la serie dei cartoni non fu terminata a causa, a detta del regista, di pressioni esterne. Di fatto, i cinque cartoni con Inki come protagonista iniziarono a scomparire dalla programmazione televisiva durante gli anni 1970 per esserne poi del tutto cancellati negli anni 1990, mentre alcuni di essi furono introdotti in edizioni per home video la prima volta solo nel 1986.

## Apparizioni
- The Little Lion Hunter (7 ottobre 1939)[3]
- Inki and the Lion (1941)
- Inki and the Minah Bird (1943)
- Inki at the Circus (1947)
- Passo doppio (Caveman Inki) (25 novembre 1950)